# Christoph Vilanek

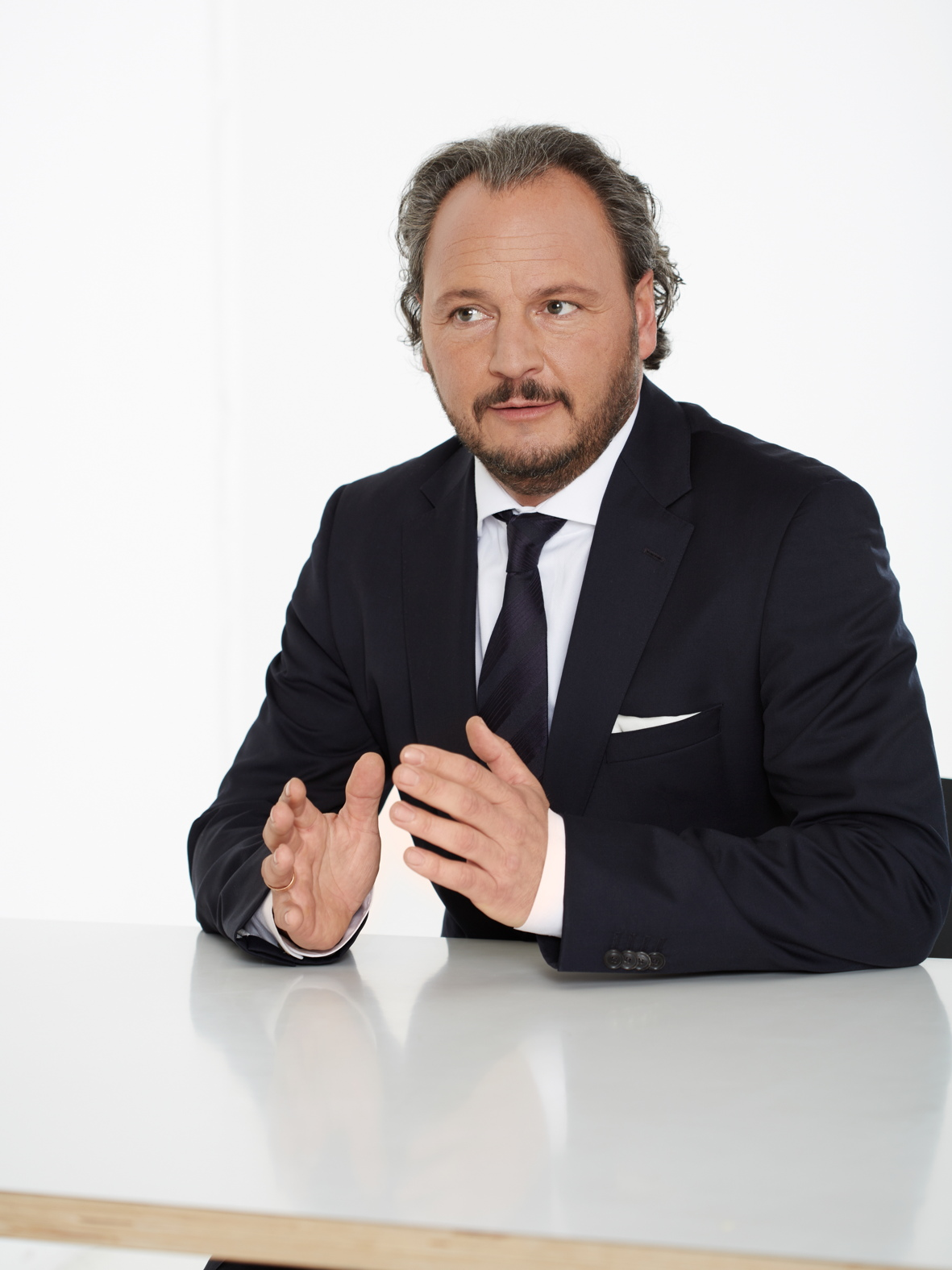
Christoph Vilanek (2013)

Christoph Vilanek (* 31. Jänner 1968 in Innsbruck, Österreich) ist ein österreichischer Manager. Vom 7. April 2009 bis zum 1. Juni 2025 war er Vorstandsvorsitzender der freenet AG. Seit Ende Juli 2025 ist er Aufsichtsratsvorsitzender der Ceconomy AG.

## Leben
Nach Abschluss seines Betriebswirtschaftsstudiums an der Leopold-Franzens-Universität in Innsbruck begann Christoph Vilanek seine berufliche Karriere beim Verlag Time-Life International. Bevor er als Geschäftsführer zum Online-Modehandel boo.com wechselte, war er in verschiedenen Positionen im Versandhandel tätig.
2001 wechselte der gebürtige Österreicher zur Unternehmensberatung McKinsey, wo er sich hauptsächlich um den Bereich Telekommunikation in Deutschland und Osteuropa kümmerte. 2004 wurde er zweiter Geschäftsführer bei iPublish, einem Tochterunternehmen der Hamburger Ganske-Verlagsgruppe.
Vor seiner Bestellung zum Vorstandsvorsitzenden der freenet AG hatte Vilanek von 2005 bis 2009 verschiedene Positionen in der Kundenkommunikation, -entwicklung, -betreuung und -bindung bei der Debitel AG in Stuttgart inne. Bei der freenet AG verantwortet Vilanek den Wandel zum Digital-Lifestyle-Provider und die strategische Erschließung des Fernsehmarktes.
Im Jahr 2019 setzte sich Vilanek als Vertreter der freenet AG, einem Shareholder von 25 Prozent der Sunrise Communications Group AG in Zürich, gegen einen geplanten Ankauf der UPC ein. Der CEO der Sunrise, Olaf Swantee, und der Verwaltungsratspräsident Peter Kurer wollten UPC übernehmen und dabei den Aktionären der Sunrise eine Kapitalerhöhung von rund 200 Prozent empfehlen. Christoph Vilanek trat in der Öffentlichkeit gegen den Deal auf und verhinderte diesen im Rahmen einer Sonderhauptversammlung am 23. Oktober 2019. Nur sieben Monate später bot der Mutterkonzern von UPC, Liberty Global, umgekehrt 6,8 Mrd. Schweizer Franken für die Sunrise, was einem Kurs von 110 Schweizer Franken entsprach. An diesem Deal verdiente die freenet AG rund 450 Mio. Euro.
Seit 2014 ist Vilanek Aufsichtsratsvorsitzender der Ströer Media.
Vilanek ist verheiratet und hat zwei Töchter. Er wohnt in Hamburg.

## Sonstige Mandate
Mitgliedschaften in gesetzlich zu bildenden Aufsichtsräten und vergleichbaren in- und ausländischen Kontrollgremien:
- Ceconomy SE, Düsseldorf (Mitglied des Aufsichtsrats)
- Exaring AG (Vorsitzender des Aufsichtsrats)[8]
- Management Center Innsbruck (Mitglied des Senior Advisory Boards)
- Ströer Media SE und KgaA, Köln (Vorsitzender des Aufsichtsrats)
- Sunrise Communications AG, Zürich (Mitglied des Verwaltungsrats)

Ehemalige Mandate:
- 1999–2001 Mitglied des Aufsichtsrats der Zooplus AG, München
- 1999–2017 Mitglied des Aufsichtsrats der Netzpiloten AG, Hamburg
- 2015–2017 Mitglied des Aufsichtsrats der Gamigo AG, Hamburg
- 2016–2018 Vorsitzender des Aufsichtsrats der Media Broadcast GmbH, Köln
- 2017–2018 Mitglied des Aufsichtsrats der webtrekk GmbH, Berlin